# Бразилски орех
Бразилският орех (Bertholletia excelsa) е южноамериканско дърво от семейство Lecythidaceae, а също така е и името на получената реколта за търговски цели ядливи семена от дървото. Това е едно от най-големите и дълготрайни дървета в тропическите гори на Амазонка. Плодовете и ореховата му черупка – съдържащи годен за консумация бразилски орех – са сравнително големи, като теглото им достига общо 2 кг.

## Употреба

### Храна
Като храна бразилските орехи се отличават с разнообразно съдържание на микроелементи, особено голямо количество селен.

### Дървесина
Дървесината на дървото на бразилския орех е ценена заради качеството си в дърводелството, като има различни приложения от подови настилки до тежка конструкция. Сечът на дърветата е забранен от закона във всичките три страни производителки (Бразилия, Боливия и Перу). Незаконното добиване на дървен материал и прочистване на земи представляват продължаващи заплахи.

### Масло
Маслото от бразилски орех съдържа 75% ненаситени мастни киселини, съставени главно от олеинова и линолова киселини, както и фитостеролът, бета-ситостеролът и мастноразтворимия витамин Е.
Следващата таблица представя състава на мастните киселини в етеричното масло от бразилски орех:
| Палмитинова киселина    | 16 – 20%   |
| Палмитолеинова киселина | 0.5 – 1.2% |
| Стеаринова киселина     | 9 – 13%    |
| Олеинова киселина       | 36 – 45%   |
| Линолова киселина       | 33 – 38%   |
| Наситена мазнина        | 25%        |
| Ненаситени мазнини      | 75%        |